# Unzmarkt-Frauenburg
Unzmarkt-Frauenburg ist eine Marktgemeinde mit 1260 Einwohnern (Stand 1. Jänner 2024) im Bezirk Murtal in der Steiermark.

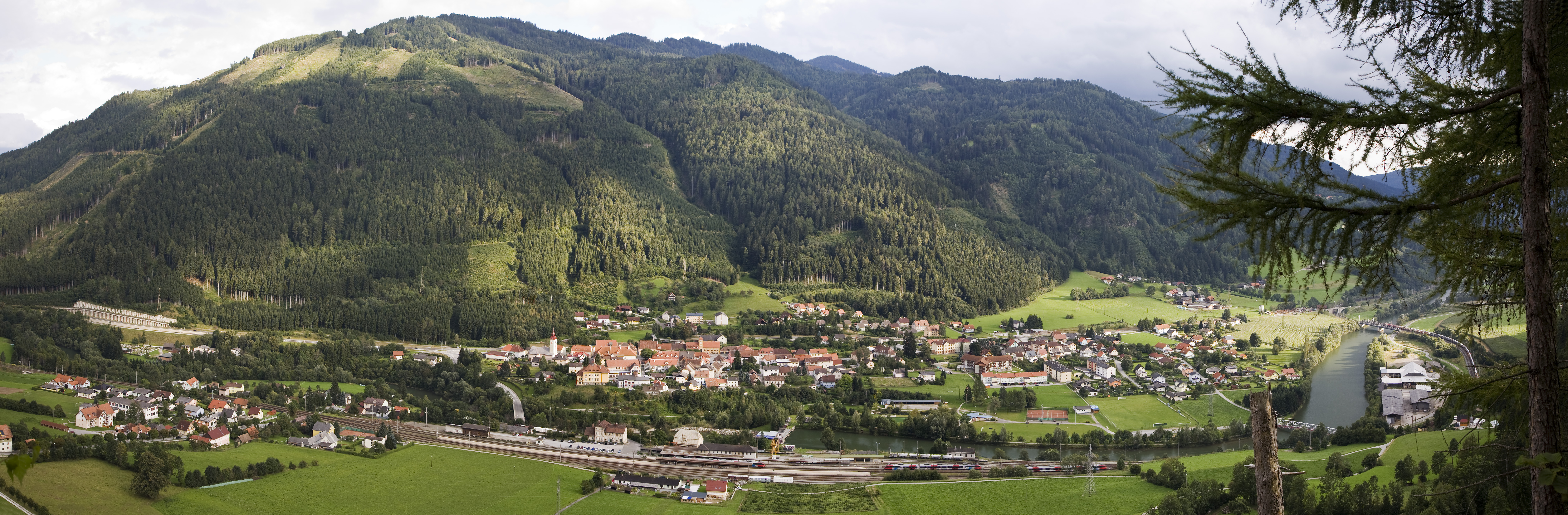
Unzmarkt von der Burgruine Frauenburg aus gesehen

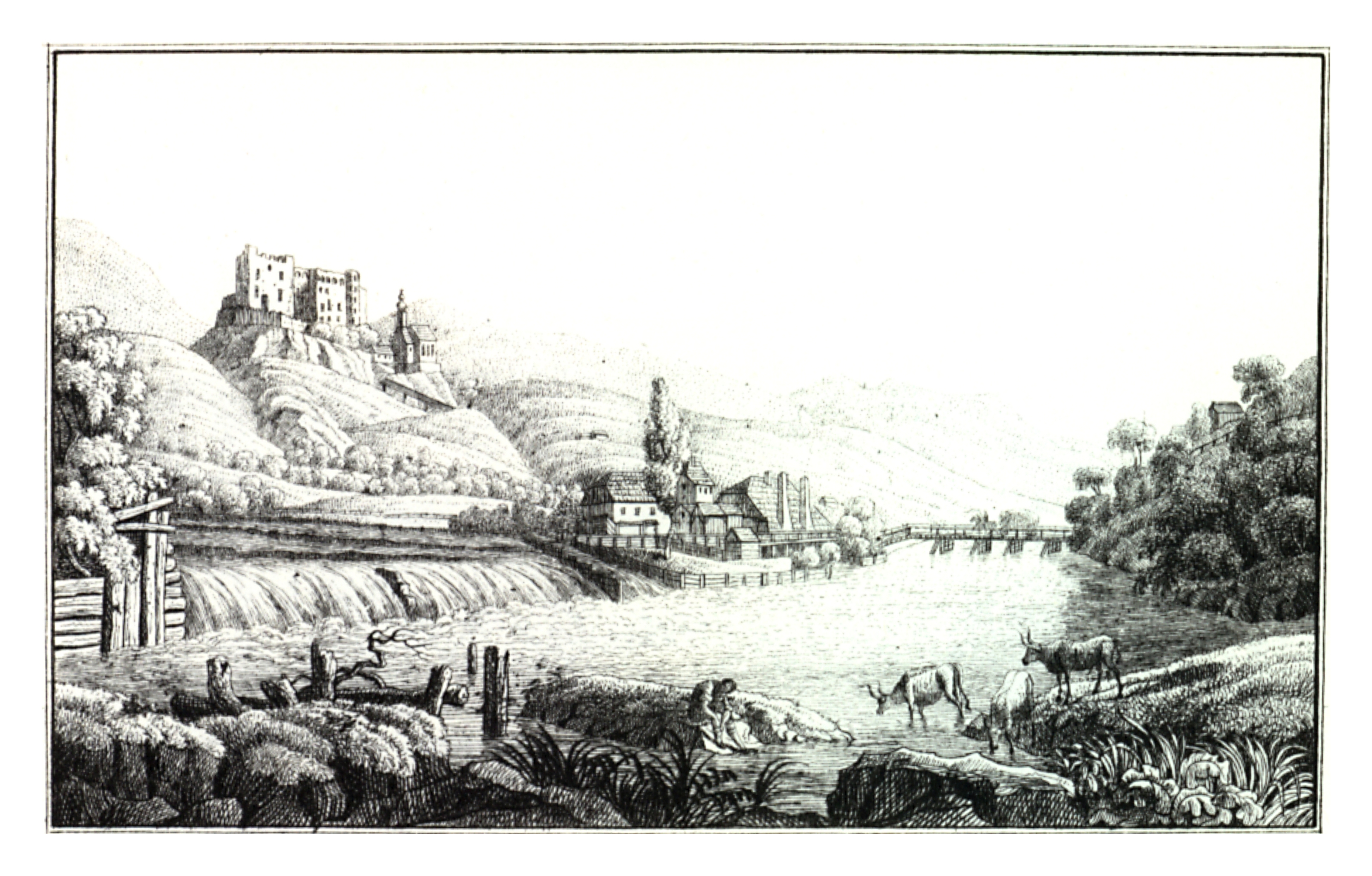
Schloss Frauenburg um 1820, Lith. J.F. Kaiser

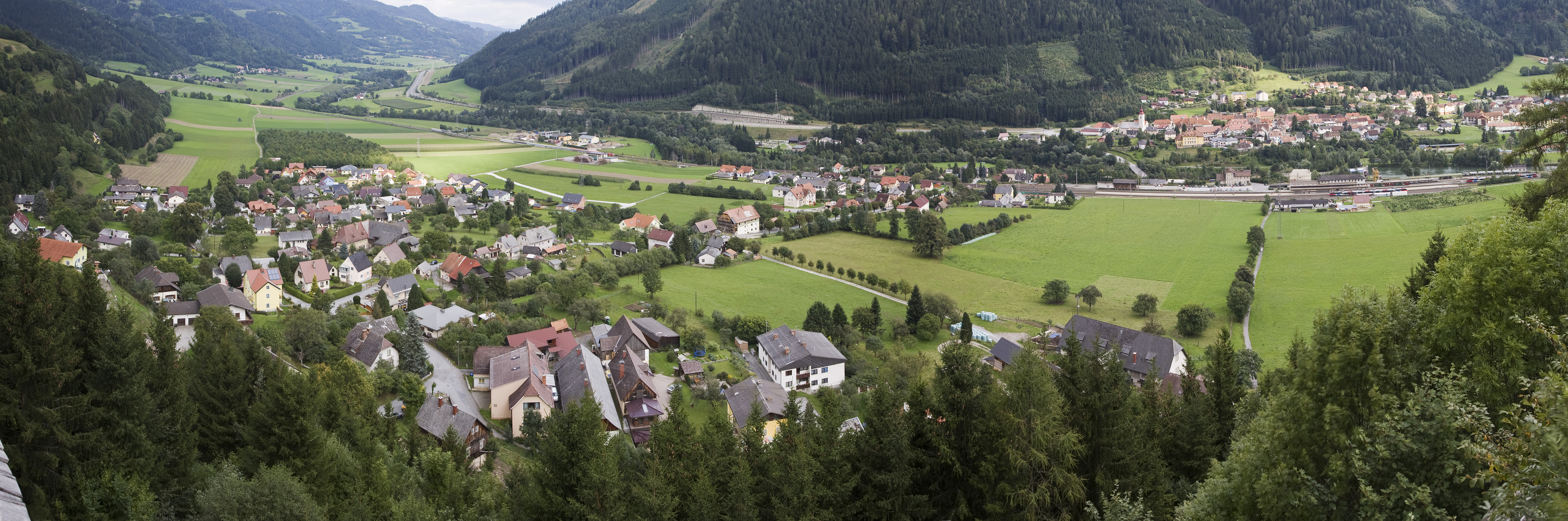
Frauenburg und Unzmarkt von der Burgruine Frauenburg aus gesehen

## Geografie
Unzmarkt-Frauenburg liegt etwa 15 km westlich der Bezirkshauptstadt Judenburg.

### Gemeindegliederung
Das Gemeindegebiet umfasst folgende zwei Ortschaften (in Klammern Einwohnerzahl Stand 1. Jänner 2024):
- Frauenburg (562)
- Unzmarkt (698)

Zu den beiden Ortschaften gehören zudem folgende Siedlungen und Streusiedlungen:
- Ebring (Unzmarkt)
- Garges (Unzmarkt)
- Hirschfeld (Unzmarkt)
- Rittersberg (Frauenburg)
- Thomasberg (Frauenburg)
- Wallersbach (Frauenburg)

Die Marktgemeinde besteht aus den Katastralgemeinden 65011 Frauenburg und 65034 Unzmarkt.
Die Gemeinde liegt im Gerichtsbezirk Judenburg.

### Nachbargemeinden
|                       | Pölstal (Bez. Murtal)                       |                                          |
| Oberwölz (Bez. Murau) | Kompassrose, die auf Nachbargemeinden zeigt | Sankt Georgen ob Judenburg (Bez. Murtal) |
|                       | Scheifling (Bez. Murau)                     |                                          |

## Geschichte
Der Ort Unzmarkt wurde erstmals 1260 urkundlich erwähnt und im Jahr 1631 zum Markt erhoben. Die heutige Marktgemeinde entstand 1968 durch die Vereinigung der Marktgemeinde Unzmarkt und der Gemeinde Frauenburg.

### Bevölkerungsentwicklung
Nach einem Maximum in den Siebzigerjahren des vorigen Jahrhunderts nimmt die Einwohnerzahl ab. War der Rückgang in den Achtzigerjahren durch eine stark negative Wanderungsbilanz gekennzeichnet, so ist diese seit 1990 ausgeglichen. Dafür wurde die Geburtenbilanz negativ.

## Kultur und Sehenswürdigkeiten

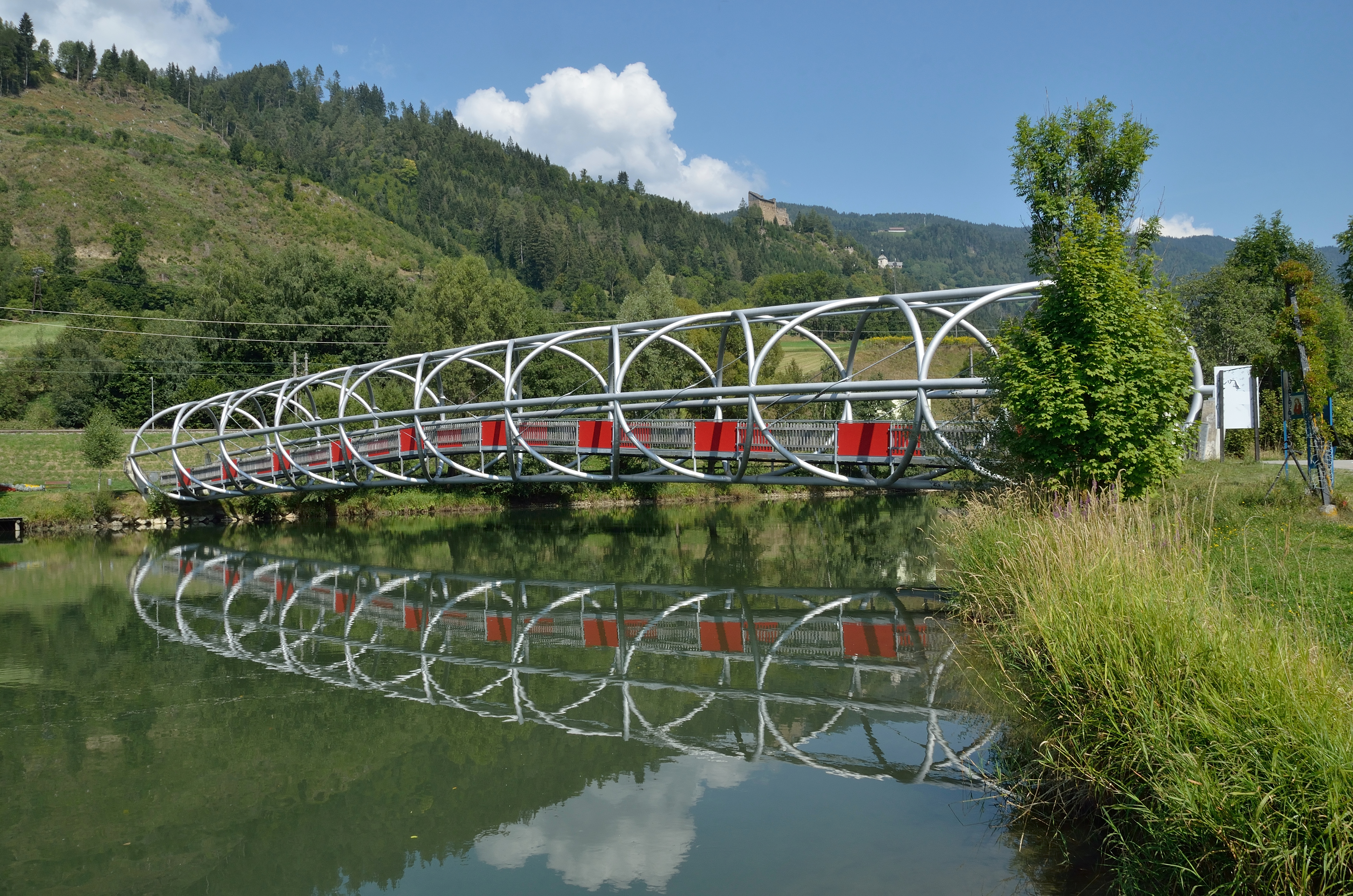
Fußgängerbrücke über die Mur, 2004 errichtet

- Burgruine Frauenburg, Stammburg Ulrichs von Liechtenstein, dem Minnesänger
- Katholische Pfarrkirche Frauenburg hl. Jakobus der Ältere
- Katholische Pfarrkirche Unzmarkt hl. Maria Magdalena

## Wirtschaft und Infrastruktur
Im Jahr 2010 gab es 32 land- und forstwirtschaftliche Betriebe, davon 17 im Haupterwerb. Diese bewirtschafteten fast zwei Drittel der Flächen von insgesamt 2181 Hektar.

### Wirtschaftssektoren
Die folgende Tabelle zeigt die Entwicklung der Anzahl der Betriebe und der Beschäftigten in den Wirtschaftssektoren:
| Wirtschaftssektor            | Anzahl Betriebe | Anzahl Betriebe | Anzahl Betriebe | Erwerbstätige | Erwerbstätige | Erwerbstätige |
| Wirtschaftssektor            | 2021            | 2011            | 2001            | 2021          | 2011          | 2001          |
| ---------------------------- | --------------- | --------------- | --------------- | ------------- | ------------- | ------------- |
| Land- und Forstwirtschaft 1) | 32              | 32              | 38              | 56            | 47            | 41            |
| Produktion                   | 18              | 13              | 12              | 95            | 44            | 69            |
| Dienstleistung               | 48              | 45              | 44              | 154           | 148           | 183           |

1) Betriebe mit Fläche in den Jahren 2010 und 1999, Arbeitsstätten im Jahr 2021

### Gesundheit
Für die medizinische Versorgung der Bevölkerung stehen Praktische Ärzte und Fachärzte zur Verfügung.

### Verkehr
- Bahn: Unzmarkt ist Eisenbahnknotenpunkt: Es ist nicht nur EC/IC-Station an der Strecke Bruck an der Mur–Villach und Systemhalt der Railjets Wien Hbf – Villach Hbf, sondern auch Ausgangspunkt der schmalspurigen Murtalbahn nach Tamsweg.
- Straße: Die wichtigste Straßenverbindung ist die Murtal Straße B317, die östlich des Ortes Unzmarkt zur Murtal Schnellstraße S36 ausgebaut ist.
- Rad: Die Mur entlang verläuft der Murradweg R2.

## Politik

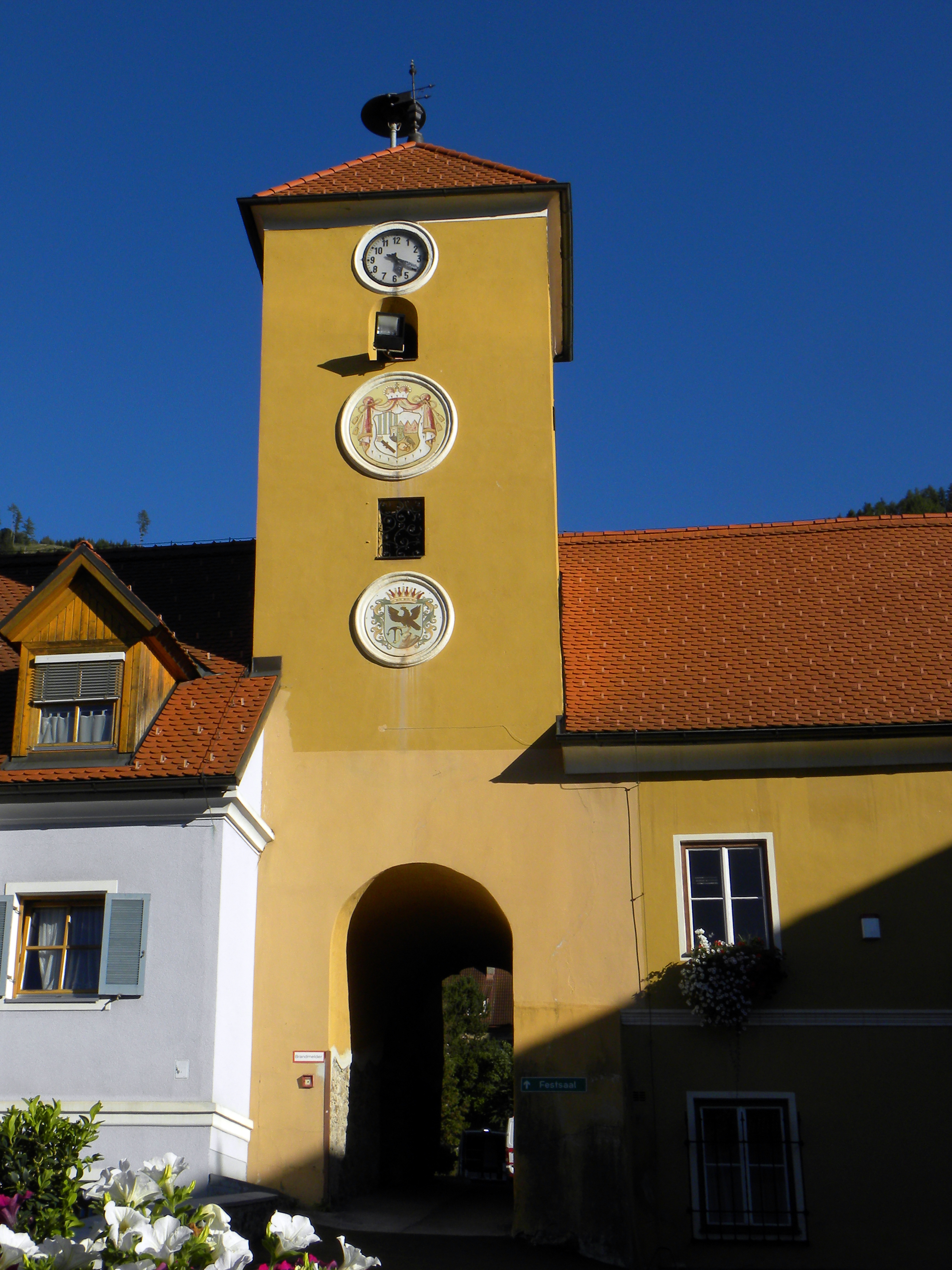
Gemeindeamt in Unzmarkt

### Gemeinderat
Der Gemeinderat hat 15 Mitglieder.
- Mit den Gemeinderatswahlen in der Steiermark 2000 hatte der Gemeinderat folgende Verteilung: 10 ÖVP, 3 SPÖ und 2 FPÖ.
- Mit den Gemeinderatswahlen in der Steiermark 2005 hatte der Gemeinderat folgende Verteilung: 10 ÖVP und 5 SPÖ.[11]
- Mit den Gemeinderatswahlen in der Steiermark 2010 hatte der Gemeinderat folgende Verteilung: 9 ÖVP und 6 SPÖ.[12]
- Mit den Gemeinderatswahlen in der Steiermark 2015 hatte der Gemeinderat folgende Verteilung: 10 ÖVP und 5 SPÖ.[13]
- Mit den Gemeinderatswahlen in der Steiermark 2020 hat der Gemeinderat folgende Verteilung: 9 ÖVP und 6 SPÖ.[14]

### Bürgermeister
(Quelle:)

#### Frauendorf/Frauenburg (1850–1967)
- 1850, 1853, Balthasar Messerer
- 1860: Matthias Reßler
- 1861–1862: Leonhard Lechner
- 1865–1870: Venzenz Petz
- 1870–1873: Johann Mayer
- 1874, 1875: Thomas Krawanya
- 1877, 1881: Vinzenz Petz
- –1886: Johann Mayer
- 1886–1887: Franz Swoboda
- 1887–1888: Johann Mayer
- 1888–1891: Peter Schwenner
- 1891: Silvester Mayer
- –1894: Leo Saubach
- 1894–1898: Silvester Mayer
- –1898: Friedrich Bauer
- 1898–1919: Klement Kogler
- 1919–1932: Carl Pigl
- 1932–1933: Josef Kasperer
- 1934–1935: Johann Biedermann
- 1936–1937: Ferdinand Heindl
- 1937–1944: Josef Arich
- 1945–1950: Josef Kasperer
- 1950–1967: Hugo Geckle

#### Unzmarkt (1843–1967)
- 1843–1844: Josef Lanz
- 1844–1846: Josef Holzer
- 1848–1849: Vinzenz Fenninger
- 1849–1854: Karl Harl
- 1854–1861: Josef Lanz
- 1861–1863: Lorenz Pichler
- 1864: Carl Hermann
- 1864–1872: Johann Hörhager
- 1875–1884: Josef Ruschan
- 1885: Eduard Mörth
- 1886–1889: Josef Dengg
- Feber bis Juni 1989: Philipp Pilgersdorfer
- 1889–1896: Otto Meisinger
- 1898: Adolf Girtler
- 1902–1905: Rudolf Stanek
- 1905–1912: Simon Hafner
- 1919–1921: Raimund Baudisch
- 1922–1923: Simon Hafner
- 1923: Fanni Meisinger
- 1924–1935: Josef Dengg
- 1935–1936: Johann Steiner
- 1936: N. Schmied
- 1936–1945: Raimund Kowatz
- Jänner bis Juli 1945: Friedrich Geckle
- 1945–1948: Alois Lesky
- 1948–1950: Franz Regner
- 1950–1960: Hans Lehner
- 1960–1967: Alois Lesky

#### Unzmarkt-Frauenburg (seit 1968)
- 1968–1970: Alois Lesky
- 1970–1985: Franz Sautner (SPÖ)
- 1985–2002: Helmuth Krotmayer (ÖVP)
- 2002–2023: Eberhard Wallner (ÖVP)
- 2023–2025: Gabriele Sunitsch-Kocher (ÖVP)[16]
- seit 2025: Markus Schiffer (SPÖ)

## Persönlichkeiten

### Ehrenbürger der Gemeinde
- 1986 Hugo Geckle (1897–1986), Bürgermeister von Frauenburg 1950–1967
- 1986 Franz Sautner (1919–1996), Bürgermeister von Unzmarkt-Frauenburg 1970–1985
- 1999 Friedrich Gruber (1929–2015), Pfarrer von Unzmarkt 1963–2001
- 2004 Helmuth M. Krotmayer, Bürgermeister von Unzmarkt-Frauenburg 1985–2002

### Söhne und Töchter der Gemeinde
- Franz Sartori (1782–1832), Schriftsteller
- Gabriel Strobl (1846–1925), Priester und Entomologe
- Heinz Stritzl (1921–2021), Journalist und Publizist
- Walter Geckle (1943–2014), Weltmeister[17] und Guinness-Rekordhalter[18] im Nordic Walking
- Martin Dorfer (* 1967), Generalmajor des Österreichischen Bundesheeres, stammt aus Unzmarkt[19]

### Personen mit Bezug zur Gemeinde
- Ulrich von Liechtenstein (1200–1275), Minnesänger und Dichter mit der Frauenburg als Lieblingssitz